# 阿妮塔·瓦赫特
阿妮塔·瓦赫特（德語：Anita Wachter，1967年2月12日—），奥地利女子高山滑雪运动员。她曾代表奥地利参加1988年、1992年和1994年冬季奥林匹克运动会高山滑雪比赛，获得一枚金牌和二枚银牌。